# Edmund Mortimer, 1. Baron Mortimer
Edmund Mortimer, 1. Baron Mortimer (* 1302; † zwischen 16. Dezember 1331 und 21. Juni 1332) war ein englischer Adliger. 

## Herkunft und Jugend
Edmund Mortimer entstammte der Familie Mortimer, einer alten anglonormannischen Familie, deren umfangreiche Besitzungen vor allem in den Welsh Marches lagen. Er war der älteste Sohn von Roger Mortimer, 2. Baron Mortimer und von dessen Frau Joan de Geneville. Er wurde am 27. Juni 1316 mit der dreijährigen Elizabeth de Badlesmere, einer Tochter von Bartholomew de Badlesmere, 1. Baron Badlesmere und von Margaret de Clare verheiratet. Badlesmere zahlte seinem Vater für die Hochzeit £ 2000. Im Gegenzug übergab Roger Mortimer Edmund mehrere Besitzungen in den Welsh Marches sowie die Anwartschaft auf das Erbe seiner Großmutter Margaret de Fiennes.

## Inhaftierung, Wiederaufstieg und erneute Inhaftierung
1321 rebellierte Edmunds Vater im Despenser War gegen König Eduard II., der jedoch im Herbst militärisch gegen die Rebellen vorging und im Januar 1322 Roger Mortimer zur Aufgabe zwang. Während Roger Mortimer im Tower of London inhaftiert wurde, wurde Edmund mit seinem jüngeren Bruder Roger Mortimer in Windsor Castle inhaftiert. Sein Vater konnte jedoch nach Frankreich entkommen und kehrte im September 1326 mit einer Armee nach England zurück, um den König zu stürzen. Eduard II. befahl noch am 1. Oktober 1326, Edmund und seine Brüder John und Roger in den Tower zu bringen, doch wenig später brach seine Herrschaft zusammen. Am 16. Oktober wurde der Tower den Aufständischen übergeben und die Brüder kamen frei. Anlässlich der Krönung von Eduard III. wurde Edmund am 1. Februar 1327 vom König zum Ritter geschlagen. Faktisch übernahm Edmunds Vater Roger Mortimer die Regentschaft für den minderjährigen König. 1328 wurde Roger Mortimer zum Earl of March erhoben, doch schließlich stürzte der junge König im Oktober 1330 in einem Staatsstreich das Regime Mortimers. Roger Mortimer wurde als Verräter verurteilt und hingerichtet. Auch Edmund Mortimer wurde nach dem Sturz seines Vaters verhaftet.

## Teilweise Rehabilitation
Edmund wurde aber nicht verurteilt, sondern von Eduard III. gerecht behandelt und schließlich wieder freigelassen. Da sein Vater jedoch als Verräter verurteilt worden war, waren dessen Titel erloschen und die Besitzungen der Familie waren von der Krone beschlagnahmt worden. Im Herbst 1331 wandte sich Edmund mit einer Petition an das Parlament und erreichte, dass ihm mit Wigmore, Maelienydd und anderen Besitzungen in den Welsh Marches die alten Besitzungen der Familie Mortimer zurückgegeben wurden. Es gelang ihm auch, die Gunst des Königs so zu gewinnen, dass er am 20. November 1331 durch Writ of Summons in das Parlament berufen wurde, womit er als Baron Mortimer gilt. Er starb aber schon wenige Wochen später an einer Krankheit.

## Nachkommen und Erbe
Mit seiner Frau Elizabeth Badlesmere hatte Edmund zwei Söhne:
- Roger Mortimer, 2. Earl of March (1328–1360)
- John Mortimer (gestorben als Kind)

Sein Erbe wurde sein minderjähriger Sohn Roger, doch nach Edmunds Tod waren die verbliebenen Besitzungen der Familie stark zersplittert. Einen erheblichen Teil der Familie besaß noch immer Edmunds Großmutter Margaret Mortimer, die Witwe des 1304 gestorbenen Edmund Mortimer, als Wittum, das ihr bis zu ihrem Tod 1334 zustand. Edmunds Mutter Joan war im Besitz ihres Erbes, den Besitzungen der Familie Geneville in Irland und den Welsh Marches verblieben. Sie versuchte offensichtlich ab 1335, es an ihren jüngeren Sohn Geoffrey zu vererben, was aber letztlich scheiterte. Edmunds Witwe Elizabeth de Badlesmere erhielt als Wittum Maelienydd und Deuddwr in Wales. Sie heiratete 1335 in zweiter Ehe William de Bohun, der König Eduard III. beim Sturz von Roger Mortimer unterstützt hatte. Durch diese Ehe sollten die miteinander verfeindeten Familien Mortimer und Bohun versöhnt werden. Elizabeth erhielt dazu während der Minderjährigkeit ihres Sohnes einen Teil des Erbes zur Verwaltung. Ein Großteil der Besitzungen blieb jedoch in königlichen Besitz oder wurde an andere Barone zur Verwaltung vergeben. Denbigh erhielt William Montagu als Belohnung für seine Hilfe beim Sturz von Roger Mortimer, während Chirk an den Earl of Arundel fiel. Edmunds Sohn Roger erreichte 1354, dass sein 1330 hingerichteter Großvater rehabilitiert wurde, worauf er dessen Besitzungen und den Titel Earl of March zurückerhielt.